# Stamboom Maria van Nassau (1642-1688)
Dit is de stamboom van Maria van Nassau (1642-1688).
| Stamboom Maria van Nassau (1642-1688) | Stamboom Maria van Nassau (1642-1688)                                                         | Stamboom Maria van Nassau (1642-1688)                                              |
| ------------------------------------- | --------------------------------------------------------------------------------------------- | ---------------------------------------------------------------------------------- |
| Grootouders                           | Willem I van Oranje-Nassau (1533-1584) Willem de Zwijger x 1583 Louise de Coligny (1555-1620) | Johan Albrecht I van Solms-Braunfels x Agnes van Sayn-Wittgenstein                 |
| Ouders                                | Frederik Hendrik van Oranje-Nassau (1584-1647) x 1625 Amalia van Solms (1602-1675)            | Frederik Hendrik van Oranje-Nassau (1584-1647) x 1625 Amalia van Solms (1602-1675) |
| Maria van Nassau (1642-1688)          |                                                                                               |                                                                                    |
| Kinderen                              | ?                                                                                             | ?                                                                                  |